# Cubelás
Cubelás (llamada oficialmente San Miguel de Covelas) es una parroquia y una aldea española del municipio de Castroverde, en la provincia de Lugo, Galicia.

## Organización territorial
La parroquia está formada por cinco entidades de población, constando dos de ellas en el nomenclátor del Instituto Nacional de Estadística español:
- A Eirexe
- A Granda
- Covelas
- Marrondo
- O Souto

## Demografía

### Parroquia
| Gráfica de evolución demográfica de Cubelás (parroquia) entre 2000 y 2019 |
|                                                                           |
| Datos según el nomenclátor publicado por el INE.                          |

### Aldea
| Gráfica de evolución demográfica de Covelas (aldea) entre 2000 y 2019 |
|                                                                       |
| Datos según el nomenclátor publicado por el INE.                      |